# بنفشه اورگن
 بنفشه اورگن(نام علمی: Viola hallii) نام یک گونه از سرده بنفشه است.